# John Cunnison Catford
John Cunnison "Ian" Catford (Edimburgo, 26 marzo 1917 – Shoreline, 6 ottobre 2009) è stato un linguista e fonetista scozzese di fama mondiale.

## Biografia
Catford nacque a Edimburgo, in Scozia. Dopo gli studi superiori e universitari, studiò fonetica. Insegnò inglese all'estero (in Grecia, in Palestina e in Egitto), anche durante la seconda guerra mondiale.
Conobbe sua moglie, Lotte, mentre viveva a Gerusalemme. Lotte era di Vienna e parlava tedesco; tuttavia, si era trasferita in Palestina e da giovane aveva imparato altre lingue, come l'ebraico, l'inglese e l'arabo. In questo modo rappresentò per Catford una delle fonti di conoscenza sulle lingue e sulla loro fonetica.
Catford fondò la School of Applied Linguistics presso l'Università di Edimburgo, nonché un altro dipartimento della stessa università che si occupò della mappatura dei diversi dialetti inglesi in tutta la Scozia. Catford riusciva a identificare la provenienza delle persone esclusivamente attraverso il loro modo di parlare.
La sue competenze - che comprendevano la fonetica formale, la produzione aerodinamica e fisiologica del linguaggio, le peculiarità fonetiche del linguaggio e una sorprendente capacità di riprodurre parole e persino discorsi al contrario - lo portarono ad essere invitato all'Università del Michigan. Lì diresse l'English Language Institute e il Laboratory of Communicative Sciences (attuale Laboratory of Phonetics) e vi insegnò la maggior parte delle materie linguistiche.
Andò in pensione nel 1985, ma non rimase inattivo. Al contrario, fu invitato in alcune delle università più prestigiose del mondo, tra cui le università di Istanbul, Gerusalemme e California. Pubblicò numerosi articoli, partecipò a numerosi convegni e continuò a tenere lezioni e presentazioni, soprattutto all'Università del Michigan, dove sono conservati molti dei suoi lavori originali. Diede consigli a molti studenti universitari che desideravano intraprendere una carriera in linguistica.
Catford ebbe due figli dal matrimonio con Lotte: Lorna e Julian. Morì di vecchiaia nell'ottobre 2009 a Shoreline, Washington.

## Scritti
Tra i suoi numerosi articoli, saggi pubblicati e altre opere, vale la pena sottolineare quanto segue:
- A Practical Introduction to Phonetics, 2nd. ed., Oxford University Press, 2002. ISBN 9780199246359
- Fundamental Problems in Phonetics
- Word-stress and sentence-stress: a practical and theoretical guide for teachers of Basic English
- A Linguistic Theory of Translation
- Ergativity in Caucasian Languages